# وادي الغربان

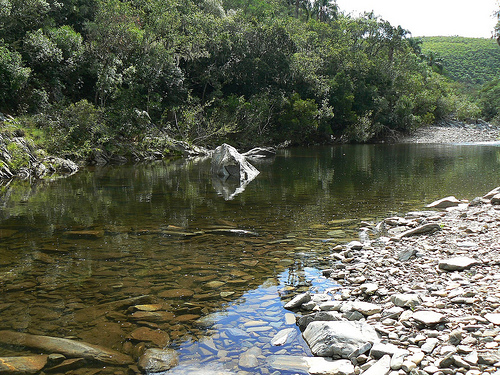

يعد كويبرادا دي لوس كويرفوس ( وادي الغربان بالإسبانية ) من التضاريس المهمة في مقاطعة ترينتا إي تريس ، أوروغواي .
يعبرها خور ييربال تشيكو ، وid تشكل منطقة محمية طبيعية.   هذه المنطقة المهمة للطيور (IBA)  ,يسكنها العديد من الأنواع المهددة بالانقراض، مثل Agelaius flavus ، و Heteroxolmis dominicana ، وغيرها. و  يشير اسم هذا المكان إلى طيور الكاثارتيداي التي تشبه الغراب والتي تتكاثر على منحدراته: Cathartes burrovianus و Cathartes aura و Coragyps atratus . 

## التاريخ
تبرّع الدكتور فرانسيسكو نيكاسيو أوليريس بالحديقة التي تبلغ مساحتها 365 هكتارًا في عام 1944 لحكومة بلدية ترينتا إي تريس. ولفترة طويلة حافظ السكان المحليون على حالتها الأصلية: وادٍ وعر يصعب الوصول إليه، مما جعلها شبه مجهولة.
وفي 21 أغسطس/آب 1986، اعترف عمدة المدينة آنذاك، ويلسون إلسو غوني، بمنطقة كيبرادا دي لوس كويرفوس كمنطقة طبيعية محمية بموجب المرسوم رقم 1824/1986، وهو الأول من نوعه في أوروغواي. ومنذ ذلك التاريخ أصبحت ملكية الحديقة تحت مسؤولية حكومة المقاطعة.
في عام 1994، تم اكتشاف 100 نوع من الطيور، و20 نوعًا من الثدييات، و18 نوعًا من البرمائيات، و20 نوعًا من الأسماك؛ كما وجد أن من بين 224 نوعاً من الأشجار النباتية المحلية، يعيش 87 نوعاً منها في هذا الوادي، بالإضافة إلى 23 نوعاً من السرخس.

## منطقة محمية

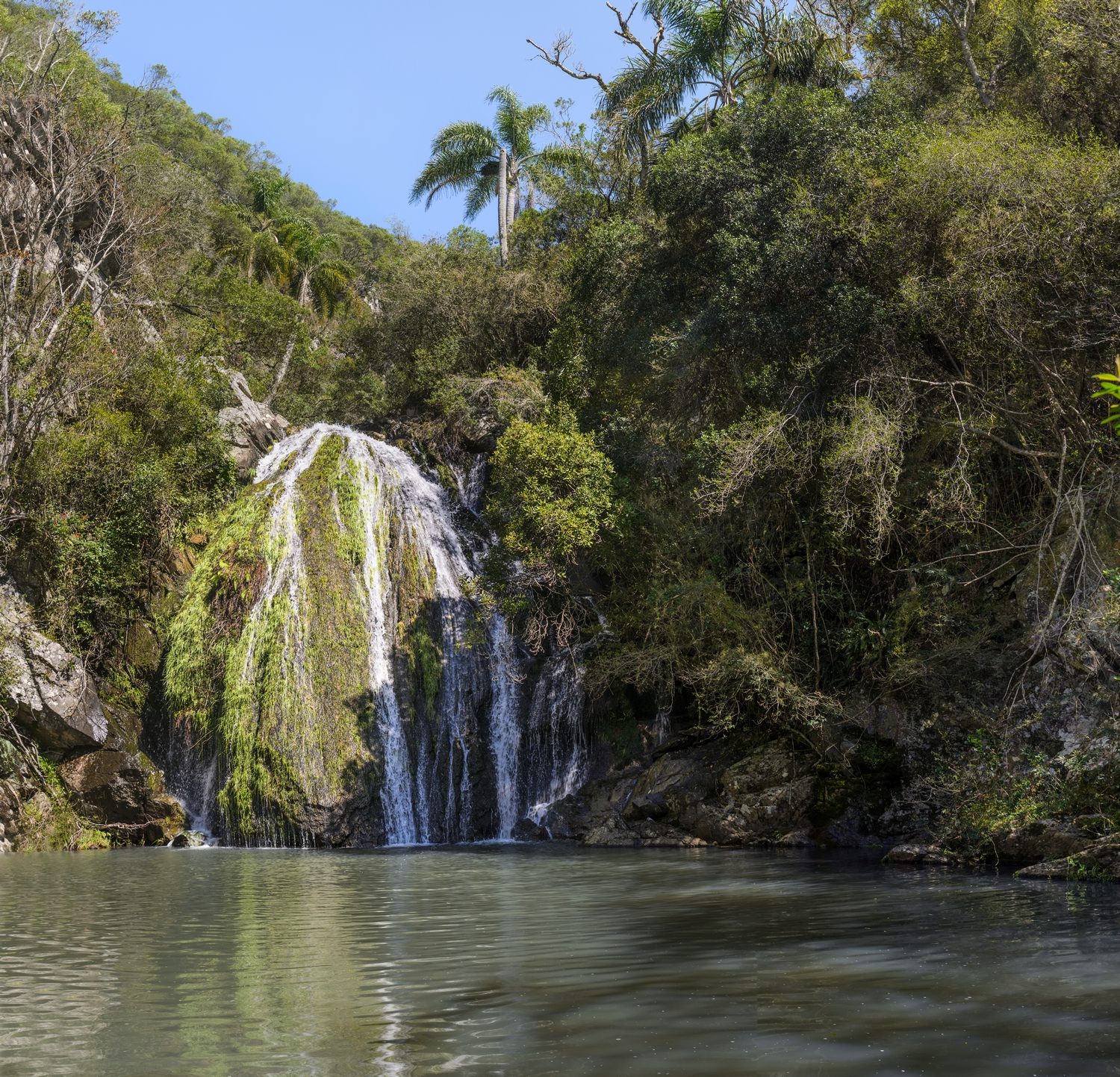
شلال الساحرة (كاسكادا ديل بروخو).

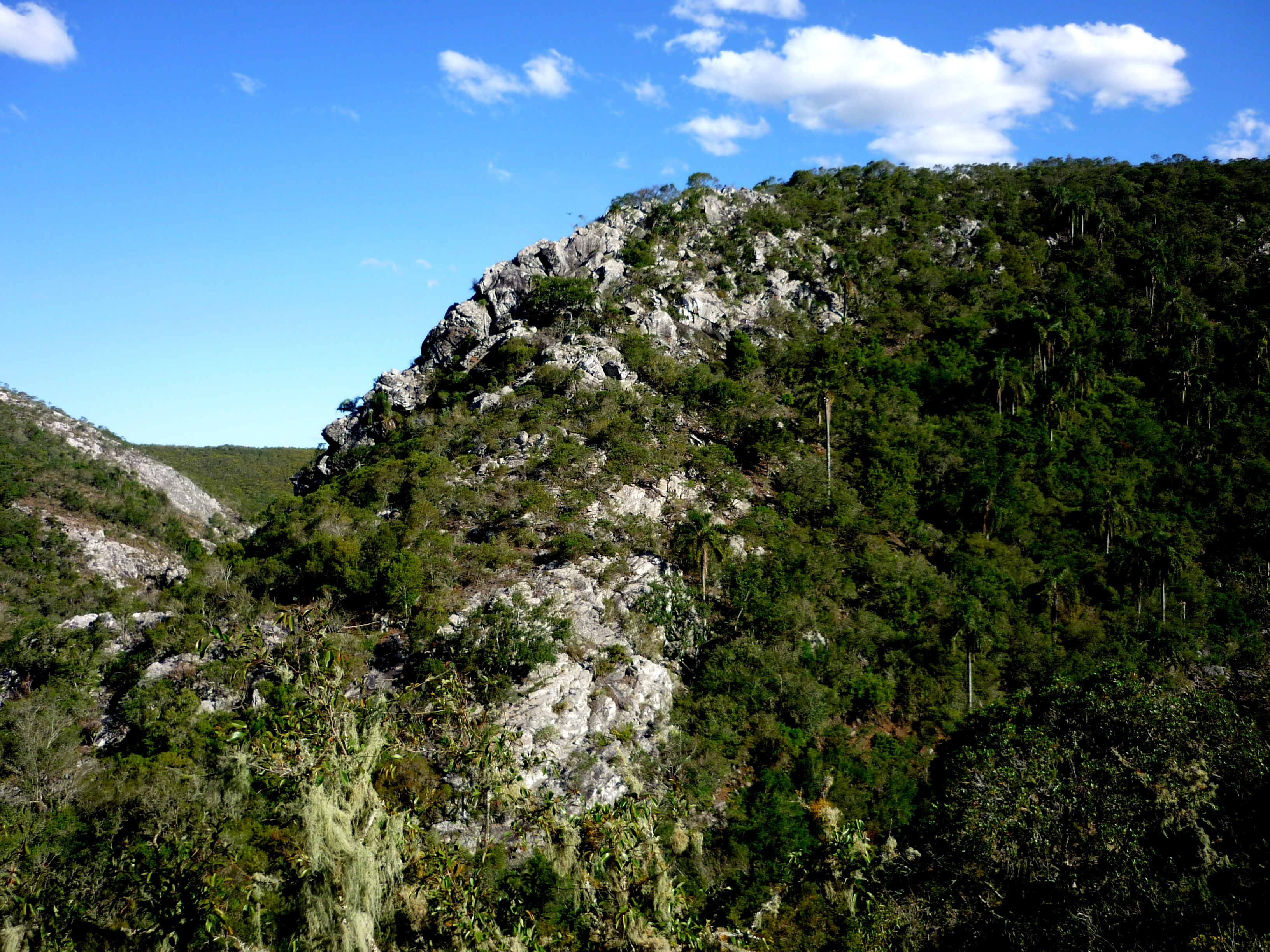
غابات على الجدران الصخرية.

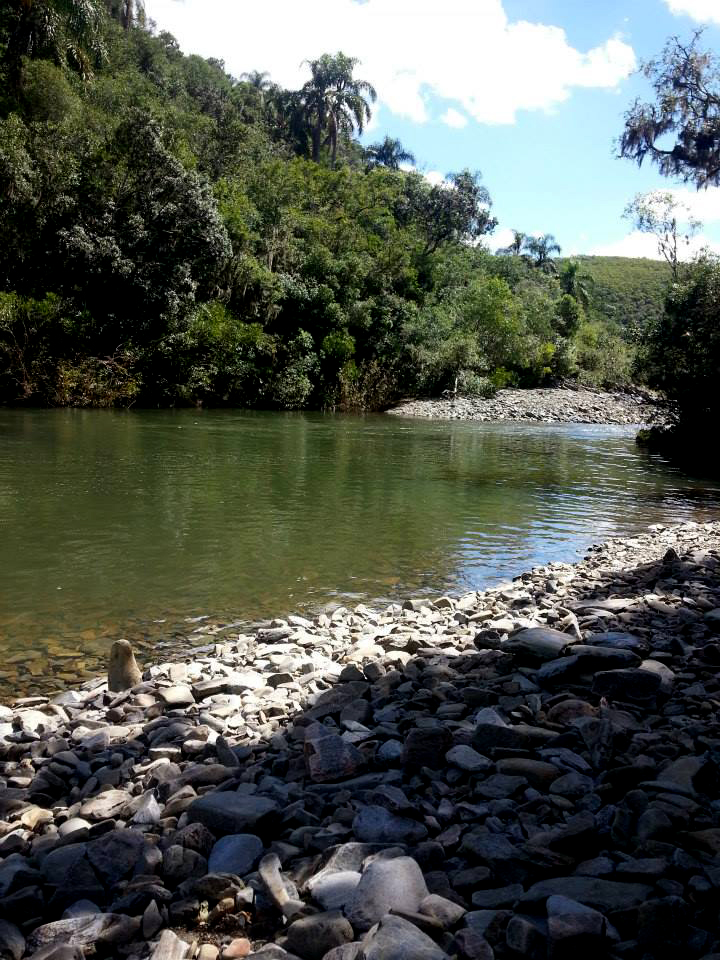
يمر مجرى نهر ييربال تشيكو عبر الوادي.

La Quebrada de los Cuervos, pionera en prote
يعد وادي الغربان من أول المناطق المحمية للمحافظة على البيئة في أوروغواي.
أُعلنت منطقة ييربال دي لوس كويرفوس، الرائدة في مجال حماية البيئة، في 29 سبتمبر/أيلول 2008 من قِبل حكومة أوروغواي "محمية طبيعية" بموجب المرسوم رقم 462/008. وبحلول نهاية عام 2008، بلغت مساحتها الإجمالية 4413 هكتارًا، وأُدرجت ضمن النظام الوطني للمناطق المحمية (SNAP). [2] [3] [4]
في عام 2020، وُسِّعت بموجب مرسوم، لتزيد مساحتها إلى 19395 هكتارًا، ويُغيَّر اسمها إلى "كيربادا دي لوس كويرفوس إي سييرا ديل ييربال". وهي منطقة طبيعية من الجبال والوديان، تُشكِّلها تربية الماشية على نطاق واسع. في محيط المنطقة المحمية، ثمة ضغط متزايد (مرتبط بتوسع حدود الغابات ومشاريع الاستخراج والتعدين) يهدد الحفاظ على الوظائف البيئية للنظم البيئية، مما يؤثر على قدرتها على توفير الخدمات البيئية اللازمة للأنشطة الإنتاجية التقليدية، وتنمية السياحة، والاستخدام المستدام للتنوع البيولوجي.
تهدف محمية "كيبرادا دي لوس كويرفوس وسييراس ديل يربال" إلى الحفاظ على السلامة البيئية وتحسين نوعية حياة السكان، والتوفيق بين أهداف التنمية البشرية والحفاظ على التنوع البيولوجي والقيم الثقافية. وبالتالي، تُشكل المحمية نظامًا مرجعيًا لإدارة النظم البيئية ووظائفها في منطقة سيرانيا الشرقية. وتركز بشكل خاص على الحفاظ على المناظر الطبيعية والتنوع البيولوجي المرتبط بها، ونظام النهر (استدامة مستجمعات المياه)، وغابات "كيبرادا" والغابات النهرية، والمراعي الطبيعية، بالإضافة إلى الأنواع ذات الأولوية والمحدودة النطاق.
تدمج المنطقة المحمية الأراضي العامة والخاصة، وتتميز بتربية مواشي واسعة النطاق ومشاريع زراعية بيئية وسياحية ناشئة. وتتوفر خدمات للزوار، سواء في المنطقة العامة أو في المؤسسات المحلية.

## روابط خارجية
- الموقع الرسمي (بالإسبانية)
- صور وادي الغربان

32°55′39″S 54°27′25″W / 32.92750°S 54.45694°Wقالب:Treinta y Tres Department